# Allodia flaviventris
Allodia flaviventris är en tvåvingeart som först beskrevs av Wulp 1858.  Allodia flaviventris ingår i släktet Allodia och familjen svampmyggor. Inga underarter finns listade i Catalogue of Life.